# Tisza Lajos körút (Szeged)
A Tisza Lajos körút Szeged belvárosának egyik legfontosabb útvonala. A körút hagyományosan a Klinikáktól a Felső-Tisza partig tart.
A körút a Szegedi nagy árvíz után épült, az első villamosjárat 1909-ben indult el. Ma a körút közepén a 3-as, a 3F és a 4-es jelzésű villamos közlekedik.

## Fontosabb épületek

### Oktatási intézmények
- Radnóti Miklós Gimnázium (Egykori fölsőbb leányiskola)
- SZTE Állam- és Jogtudományi Kar (ún. Régi Leányiskola)
- DMKE-palota (Irinyi épület)
- SZTE Zeneművészeti Főiskolai Kar (Konzervatórium)
- Márer-ház
- Raichl-palota - SZTE Ságvári Endre Gimnázium

### Egészségügyi intézmények
- Anna fürdő
- OTI-székház (mai SZTK-rendelő)
- Szegedi honvédtiszti laktanya (ma kórház)
- Tóth-szanatórium (ma rendelő és lakóház)

### Hitéleti épületek
- Református palota
- Honvéd téri templom
- Kálvin téri templom (Kakasos templom)
- Szegedi evangélikus templom
- Szegedi mecset

### Egyéb középületek, bérpaloták
- MÁV-székház
- Gróf-palota
- Reök-palota
- Kálmán-palota
- Keméndy-ház
- Forbáth-ház (BÁV-ház)
- Hősök kapuja
- Tóth-palota

## Egyéb látnivalók
- Anna-forrás
- Árvízi emlékmű
- Szegedi hajóállomás (Körút végén)

## Galéria

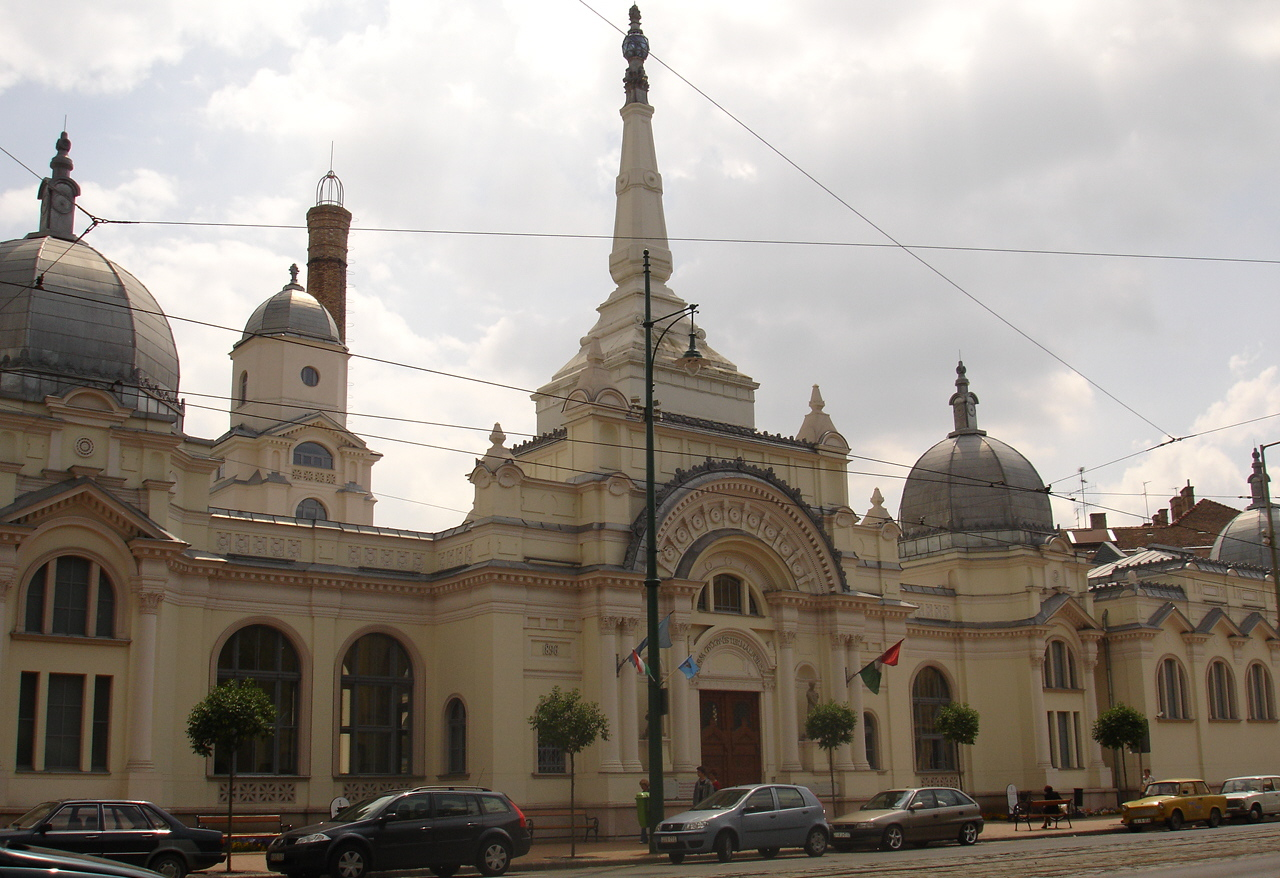
Az Anna fürdő
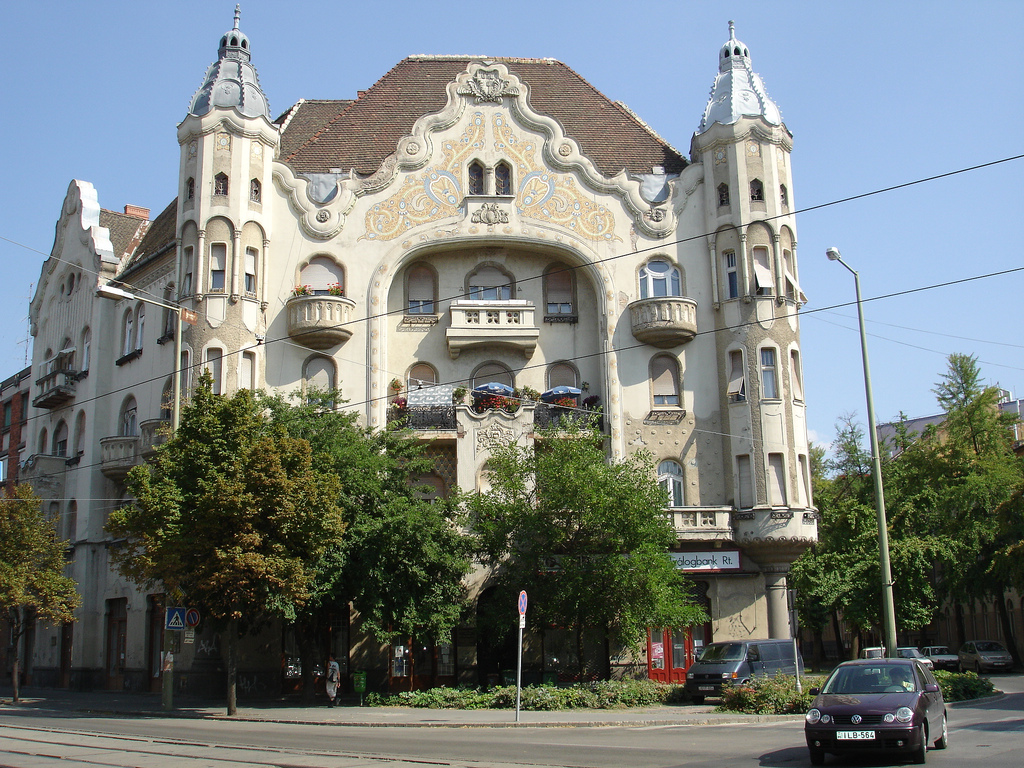
A Gróf-palota
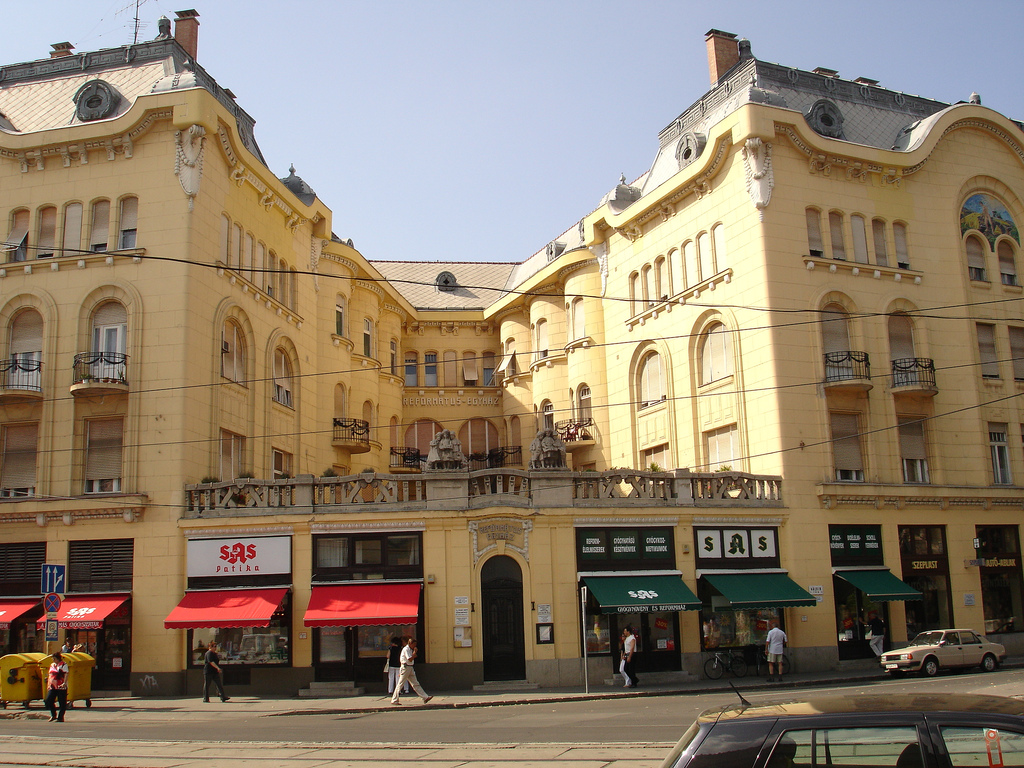
A Református palota
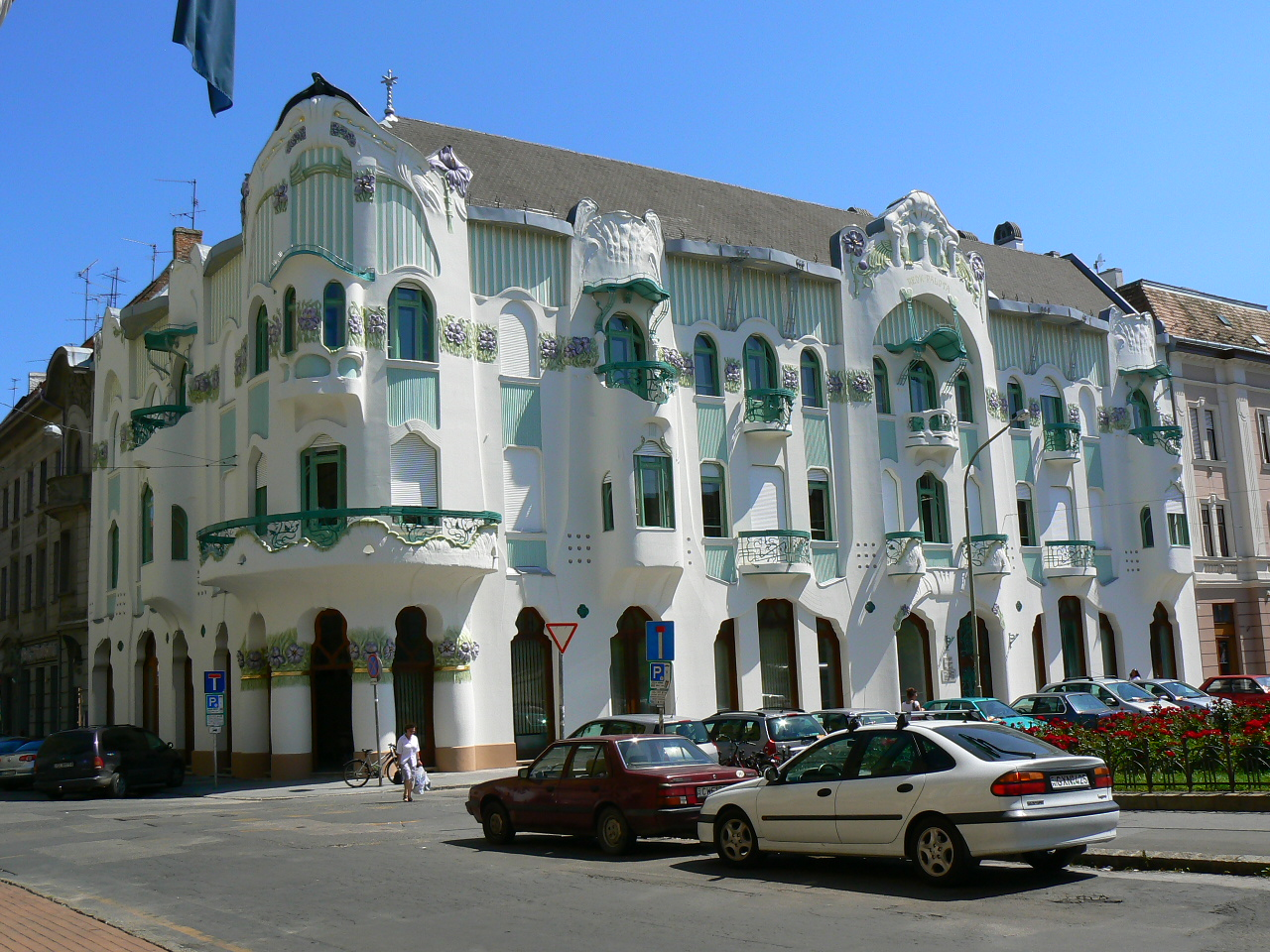
A Reök-palota
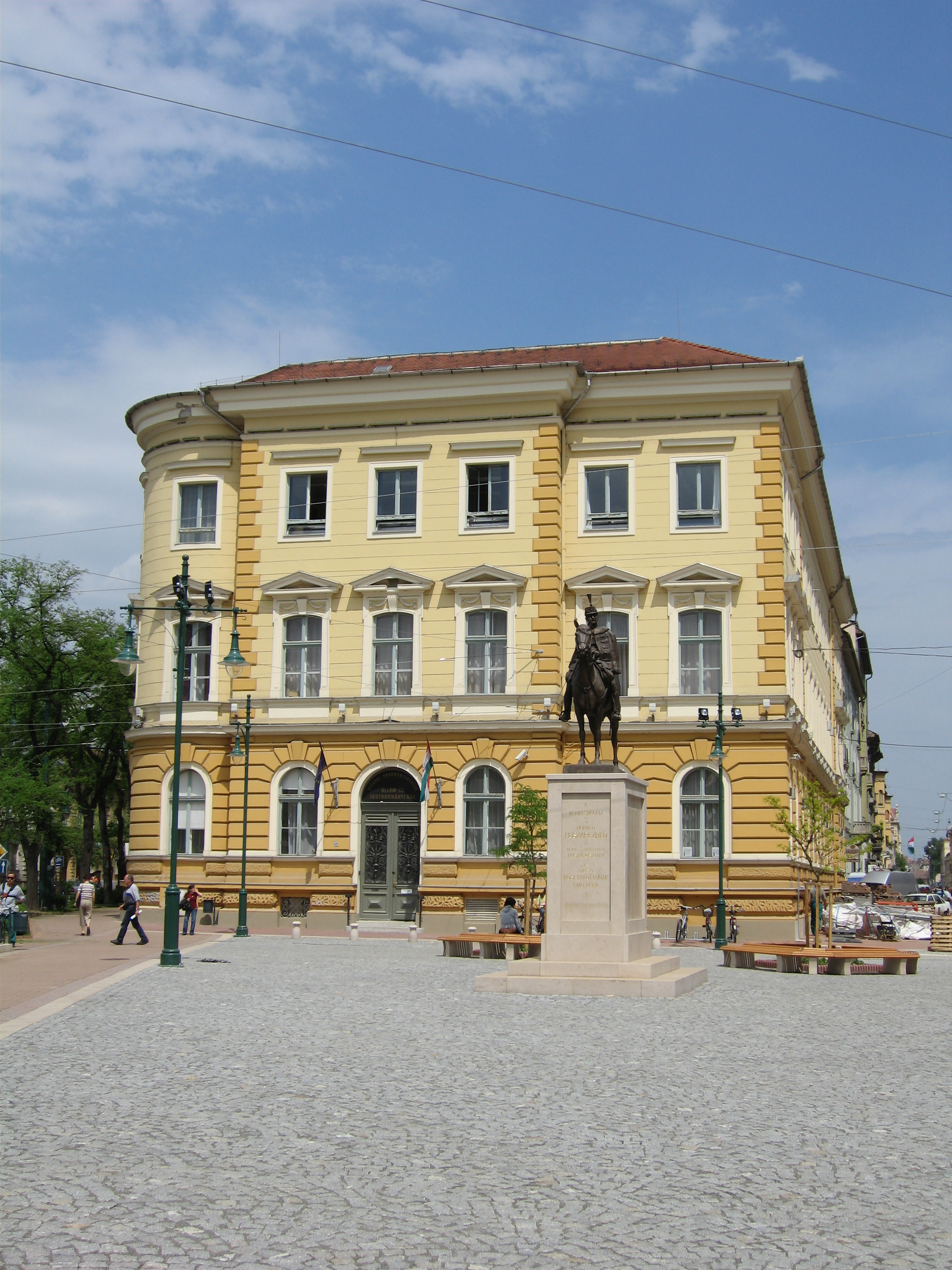
Az Állam- és Jogtudományi Kar